# Kharsawan
Kharsawan è una città dell'India di 6.790 abitanti, situata nel distretto del Singhbhum Occidentale, nello stato federato del Jharkhand. In base al numero di abitanti la città rientra nella classe V (da 5.000 a 9.999 persone).

## Geografia fisica
La città è situata a 22° 48' 0 N e 85° 49' 60 E e ha un'altitudine di 200 m s.l.m..

## Società

### Evoluzione demografica
Al censimento del 2001 la popolazione di Kharsawan assommava a 6.790 persone, delle quali 3.545 maschi e 3.245 femmine. I bambini di età inferiore o uguale ai sei anni assommavano a 1.157, dei quali 570 maschi e 587 femmine. Infine, coloro che erano in grado di saper almeno leggere e scrivere erano 4.349, dei quali 2.567 maschi e 1.782 femmine.